# Baya (Costa d'Avorio)
 Baya è una città e sottoprefettura della Costa d'Avorio appartenente al dipartimento di Boundiali. Conta una popolazione di 8 591 abitanti (censimento 2014).